# Зачепа Андрій Михайлович
Андрій Михайлович Зачепа (нар. 1 січня 1948, Львів) — український науковець, професор, доктор філософських наук. Завідувач кафедри суспільно-гуманітарних наук Української академії друкарства. Директор Львівського навчально-наукового інституту Закарпатського державного університету. Член Академії наук Вищої школи (від 2010).

## Біографія
Зачепа Андрій Михайлович народився 1 січня 1948 року у місті Львові.
У 1974 році закінчив тиловий факультет військової академії імені М. В. Фрунзе у Москві.
У 1977—2003 роках перебував на військовій службі у лавах Збройних Сил СРСР на командних посадах.
У 1996 році пошукувач у Львівському державному університеті імені Івана Франка.
У 1997 році доцент кафедри Львівського військового інституту при Державному університеті «Львівська політехніка». У 1998 році працював проректором.
У 1998 році захистив дисертацію на здобуття наукового ступеня кандидата філософських наук за темою: «Суспільна дійсність та її вплив на НПХС особового складу військового підрозділу».
У 2000—2002 роках закінчив докторантуру у Українському вільному університеті міста Мюнхена і там же захистив докторську дисертацію на тему: «Військове капелянство як інституція соціального впливу на психологію вояків Збройних Сил».
З 2004 року працює у Львівському національному медичному університеті імені Данила Галицького на посаді завідувача кафедри гуманітарних соціально-економічних дисциплін, а з 2007 року — доцентом цієї ж кафедри.
10 лютого 2010 року у спеціалізованій вченій раді Національного педагогічного університету імені М. П. Драгоманова відбувся захист дисертації на здобуття наукового ступеня доктора філософських наук на тему: «Військове капелянство як інституція соціального формування морально-психологічного стану вояків збройних сил України на базі світового досвіду: соціально-філософський аспект».
А. Зачепа був учасником численних конференцій, з'їздів, працював у складі організаційних комітетів різних наукових форумів.
Член редколегії журналу «Наше гасло». Лауреат нагороди Ярослава Мудрого в галузі науки і техніки (2011), а також нагороджений орденом «За службу Батьківщині у Збройних Силах СРСР» III ступеня та орденом «Архистратига Михаїла» II і III ступенів. Підготував трьох кандидатів наук.

## Наукова діяльність
Завідувач кафедри суспільно-гуманітарних наук Української академії друкарства.

## Наукові праці
Автор більше 80 наукових публікацій, у тому числі 5 монографій, 3 навчальних посібників, 2 підручників, 15 довідників, серед них:
- Армія, релігія, держава — українські та світові реалії: монографія / А. М. Зачепа; Закарпатський державний університет, Львівський навчально-науковий інститут. — Львів, 2011. — 273 с.
- Особливості пізнавальної функції філософії / А. М. Зачепа // Педагогіка і психологія професійної освіти. — 2012. — № 2. — С. 129—138.
- Військове капеланство як інституція духовної опіки над воїнами Збройних Сил України: етико-моральні та психологічні аспекти: монографія / А. М. Зачепа; Український вільний університет (Мюнхен). — Львів: Ставропігіон, 2007. — 153 c. — ISBN 978-966-2037-03-6.
- Філософія: курс лекцій / А. М. Зачепа. — Львів: Ставропігіон, 2007. — 92 с. — ISBN 978-966-2037-00-5.
- Суспільна діяльність та її вплив на морально-психологічний стан особового складу військового підрозділу: Дис… канд. філос. наук: 09.00.03 / А. М.Зачепа; Львівський державний університет імені Івана Франка. — Л., 1998. — 172 л.
- Онтологія релігійно-військової взаємодії: соціально-філософські аспекти: монографія / А. М.Зачепа; Український вільний університет (Мюнхен). — Львів: Тріада плюс, 2009. — 292 с. — ISBN 978-966-486-053-3.
- Впровадження компетентнісного підходу у освітній простір закладів вищої освіти: колективна монографія / Б. В. Дурняк, О. М. Микитюк, Я. М. Угрин, А. М. Зачепа, Т. М. Майба. — Львів: Українська академія друкарства, 2019. — 224 с.
- Гармонізація військово-релігійних відносин як чинник консолідації і стабілізації суспільства: монографія / А. М. Зачепа. — Львів: Українська академія друкарства, 2017. — 360 с.
- Гуманічна спрямованість військово-управлінської діяльності збройних сил України в період наростання військової загрози: монографія / А. М. Зачепа. — Львів: Українська академія друкарства, 2017. — 312 с.
- Українська армія і суспільство: морально-психологічний та філософський аспекти: монографія / А. М.Зачепа; Університет «Львівський Ставропігіон», Львівський медичний інститут. — Львів: Сполом, 2005. — 126 с.